# Franz Bialas
Franz Bialas (* 22. Oktober 1929 in Ratibor) ist ein ehemaliger Fußballspieler aus der DDR. 

## Sportlicher Werdegang
Der im seinerzeit deutschen Oberschlesien geborene Franz Bialas spielte als Jugendlicher für SpVgg Ratibor 03 Fußball. Der Fußballstürmer gewann 1953 in Seelow mit der dortigen BSG Einheit die Bezirksmeisterschaft Frankfurt (Oder) und verpasste nur knapp den Aufstieg in die zweitklassige DDR-Liga. 1953/54 spielte er für Motor Altenburg in der DDR-Liga. Zusammen mit seinem Bruder Arthur Bialas wechselte er zur Saison 1954/55 zur BSG Empor Lauter in die DDR-Oberliga. Für Empor Lauter absolvierte er fünf Oberligaspiele. 
Als im November 1954 die Spieler des Empor Lauter zum neu gegründeten SC Empor Rostock delegiert wurden, ging Bialas als einer von zwölf Empor-Spielern, unter ihnen auch sein Bruder, vom Erzgebirge mit an die Ostseeküste. Am 16. Spieltag der Oberliga-Saison 1954/55 debütierte er im Ostseestadion für Rostock gegen die BSG Motor Zwickau und stand in der Startelf. Die Partie wurde mit 3:0 gewonnen und war der erste Oberliga-Sieg der Mecklenburger in der noch jungen Historie. Wenige Tage vor diesem Sieg stellte sich das Oberliga-Kollektiv auf Anregung der Gesellschaft für Deutsch-Sowjetische Freundschaft (DSF) im Haus der Freundschaft der Kritik Rostocker Werktätiger, die Gründe für die Sieglosserie seit der Gründung des Clubs, Empor stürzte in der Tabelle vom ersten auf den zwölften Platz ab und begab sich in Abstiegsgefahr, erfahren wollten.
Für den SC Empor spielte er bis 1956, bestritt dort 21 Oberligaspiele und erzielte dabei sieben Tore. 1955 stand Bialas in der Startelf des FDGB-Pokal-Finales gegen den SC Wismut Karl-Marx-Stadt. Er wurde zur Pause ausgewechselt und Empor verlor 2:3 nach Verlängerung. In den Spielen um den FDGB-Pokal wurde er insgesamt dreimal eingesetzt und schoss ein Tor. Sein letztes Oberligaspiel bestritt Bialas am 16. Mai 1956 beim SC Aktivist Brieske Senftenberg (0:1-Niederlage) als Rechtsaußenstürmer. 
Seine Tochter Marion Bialas war ebenfalls als Fußballspielerin aktiv. Sie spielte bei der BSG Post Rostock.